# جوينيث باول
جوينيث باول (بالإنجليزية: Gwyneth Powell)‏ هي ممثلة بريطانية، ولدت في 5 يوليو 1946 في ليفينشولمي ‏ في المملكة المتحدة.

## وصلات خارجية
- جوينيث باول على موقع IMDb (الإنجليزية)
- جوينيث باول على موقع قاعدة بيانات الفيلم (الإنجليزية)